# استان لوبوسکی
استان لوبوسکی (به لهستانی: Lubusz Voivodeship) یک استان در کشور لهستان است که ۱۳٬۹۸۵ کیلومترمربع مساحت و ۱٬۰۰۸٬۴۲۴ نفر جمعیت دارد.